# Nur für Deutsche

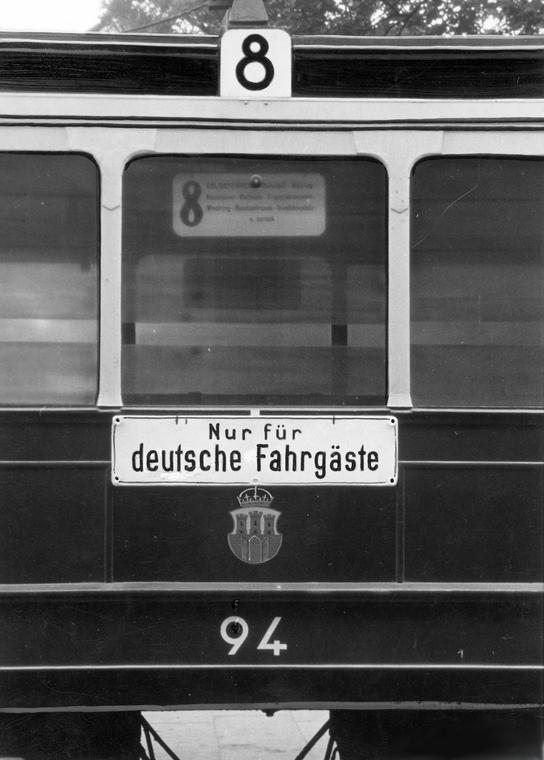
Straßenbahn der Linie 8 im besetzten Krakau, 1941

Nur für Deutsche war ein Schlagwort im Zusammenhang mit der slawenfeindlichen Ideologie und dem „Rassenkampf“ des Nationalsozialismus. Unter anderem kennzeichnete er in dem von der Wehrmacht besetzten Polen sowie im weiteren Verlauf des Vernichtungskriegs zur Eroberung von deutschem „Lebensraum im Osten“ die Bevölkerungspolitik im Sinne der nationalsozialistischen Rassenhygiene. Danach war beispielsweise die Nutzung öffentlicher Verkehrsmittel oder der Zutritt zu Gebäuden und der Besuch von öffentlichen Orten wie Parks, Cafés, Kinos oder Theatern den Deutschen vorbehalten.

## Deutsche Besatzungspolitik in Osteuropa

### Deutsche Staatsangehörigkeit im besetzten Polen
Nach dem Führererlass vom 8. Oktober 1939 sollten in den „Ostgebieten“ (Reichsgau Westpreußen und Reichsgau Posen) die Bewohner „deutschen und artverwandten Blutes“ deutsche Staatsangehörige werden, die Volksdeutschen dagegen Reichsbürger nach Maßgabe des Reichsbürgergesetzes.
Die Deutsche Volksliste galt zunächst ab 28. Oktober 1939 für den Reichsgau Wartheland und wurde als Verordnung über die Deutsche Volksliste und die deutsche Staatsangehörigkeit in den eingegliederten Ostgebieten vom 4. März 1941 im Reichsgesetzblatt veröffentlicht. Sie enthielt vier Abteilungen, abgestuft nach dem Grad der „Eindeutschungsfähigkeit“:
1. „Volksdeutsche“, die in Polen vor 1939 ansässig waren, sich durch ein „Bekenntnis zum Deutschtum“ während der Jahre 1919 bis 1939 hervorgetan hatten, bzw. aus dem Baltikum, Südosteuropa oder der Sowjetunion um- und in Polen angesiedelt wurden (Balten-, Bessarabien, Wolhynien-, ... -deutsche) (Volksliste Abteilung 1),
2. deutschsprachige Staatsbürger Polens, die sich zwischen 1919 und 1939 nicht aktiv zum „Deutschtum bekannt“ hatten (Volksliste Abteilung 2),
3. „Deutschstämmige“ Staatsbürger Polens, deren Zurechnung aufgrund des Namens, der Abstammung, der Sprache u. a. erfolgte (Volksliste Abteilung 3)
4. „Eindeutschungsfähige“, die nicht aktiv für das „Polentum“ eingetreten waren, aber die deutsche Sprache nur mangelhaft beherrschten (Volksliste Abteilung 4).

Alle anderen Personen, insbesondere Juden und Zigeuner, wurden nicht in die Deutsche Volksliste eingetragen und hatten als sog. Fremdvölkische nicht die Rechte nach dem Reichs- und Staatsangehörigkeitsgesetz.

### NS-Ostpolitik
Zu den Kriegszielen des deutschen Überfalls auf Polen gehörte die Zerstörung der polnischen Kultur.
Nach Beginn des Zweiten Weltkriegs war die Rassentrennung im besetzten Polen um 1940 weitgehend abgeschlossen und wurde streng durchgesetzt. Nicht eindeutschungsfähige Polen und Juden galten als Untermenschen und hatten sich strikt an das Verbot zu halten, den Deutschen vorbehaltene Örtlichkeiten zu betreten. Vorderwagen von Straßenbahnen und Zügen waren in der Regel für die Beförderung der deutschen Besatzungs- und Militärverwaltung, Wehrmachtssoldaten, NSDAP-Mitglieder und deutscher Zivilisten reserviert. Alle polnischen Bildungseinrichtungen und Forschungsstätten wie Schulen, Akademien und Universitäten, aber auch Bibliotheken (z. B. die Polnische Nationalbibliothek) und Labore wurden geschlossen und blieben nur für Deutsche zugängig, denn ein Arbeitervolk, so die Rassentheorien der Besatzungsmacht, brauche keine höheren Kultureinrichtungen.

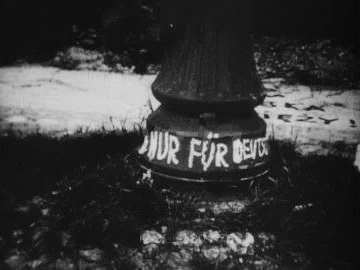
Anti-Nazi-Aufschrift „Nur für Deutsche“ an einem Laternenpfahl in Polen

Im Generalgouvernement gab es auch einzelne nicht-deutsche Gaststätten, die als „für Wehrmacht bzw. Deutsche erlaubt“ gekennzeichnet waren.
Viele polnische Wissenschaftler wandten sich gegen die Verbote und versuchten weiterhin wissenschaftlich zu arbeiten. Im „polnischen Untergrundstaat“ wurden in sogenannten Untergrunduniversitäten Seminare organisiert, und in nahezu allen Disziplinen konnte geheime Forschung betrieben werden. Von polnischen Partisanen wurden ungenießbare Alkoholika und giftige Schwarzbrandprodukte „Nur für Deutsche“ genannt. Der Slogan wurde auch auf Friedhofsmauern gemalt oder auf Straßenlaternen als versteckter Hinweis auf das Aufknüpfen daran.
Auch während des Russlandfeldzugs wurden öffentlich zugängliche Orte in den deutsch besetzten Teilen der Sowjetunion mit der Aufschrift Nur für Deutsche versehen. Aus den von Henry Picker protokollierten Tischgesprächen Hitlers ist bekannt, dass er der vom NS-Staat unterworfenen Bevölkerung keine hygienischen Kenntnisse vermitteln wollte und dass in diesen Gebieten der Impfzwang nur für Deutsche gelten dürfe.
Die Germanisierung im Rahmen des Generalplan Ost war bereits in Hitlers Schrift „Mein Kampf“ angelegt und blieb in der Geschichte des Nationalsozialismus eine konstante Größe.